# Lista planetelor minore care intersectează orbita lui Jupiter

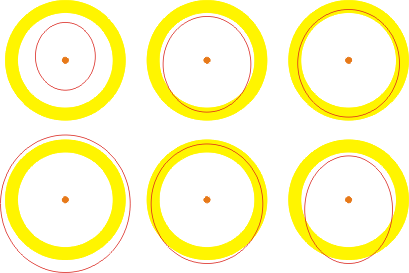
Diagrama ne arată traiectoriile diferitor asteroizi. Cu galben este marcată orbita lui Jupiter; linia roșie marchează traseul asteroidului.
Grazer intern: sunt în mijloc și sus
Grazer extern: sunt în mijloc și jos
Care intersectează orbita: sunt la dreapta și jos
Coorbitali: sunt la dreapta și sus

Un obiect care intersectează orbita lui Jupiter este o planetă minoră a cărei orbită o intersectează pe cea a lui Jupiter. Troianii lui Jupiter sunt grazeri interni (105), grazeri externi (52), coorbitali (183) și care intersectează orbita (537). În actualizarea lor, unul este numerotat, 7 nu-s nomerotați și 19 sunt grazeri externi cometari.

## Listă
Numărul planetelor minore care intersectează orbita lui Jupiter este incomplet:
Note: Planetele minore care intră în orbita lui Jupiter din interior (Grazer intern) sunt marcate cu † (afeliul în afara periheliu lui Jupiter și în cadrul acestui afeliu) (de la ).
- 944 Hidalgo
- 1941 Wild †
- 2483 Guinevere †
- 2959 Scholl †
- 3415 Danby †
- 3552 Don Quixote
- 4446 Carolyn †
- 5164 Mullo
- 5335 Damocles
- 5370 Taranis † (rezonanța 2:1)
- 6144 Kondojiro
- 8373 Stephengould †
- 8550 Hesiodos †
- 9767 Midsomer Norton †
- 10608 Mameta †
- (12307) 1991 UA †
- 12896 Geoffroy †
- (14569) 1998 QB32 †
- 15231 Ehdita †
- 15376 Marták †
- (15504) 1999 RG33
- (15783) 1993 PZ2 †
- (17212) 2000 AV183 †
- (18916) 2000 OG44
- (20038) 1992 UN5 †
- (20086) 1994 LW †
- 20461 Dioretsa
- (20630) 1999 TJ90 †
- 20898 Fountainhills
- 21804 Václavneumann †
- (21930) 1999 VP61 †
- (22070) 2000 AN106 †
- 22647 Levi-Strauss †
- (23174) 2000 HM40 †
- (26166) 1995 QN3 †
- (26929) 1997 CE18 †
- (30512) 2001 HO8 †
- (32460) 2000 SY92 †
- (32511) 2001 NX17
- 37117 Narcissus
- (37578) 1990 RY2 †
- (37590) 1991 RA14 †
- (38292) 1999 RA77 †
- (38709) 2000 QO90 †
- (39266) 2001 AT2 †
- (45739) 2000 HR25 †
- (47907) 2000 GT71 †
- (51284) 2000 KE9 †
- (51838) 2001 OC61 †
- (52007) 2002 EQ47 †
- (52016) 2002 NO18 †
- (52068) 2002 QX40 †
- (61042) 2000 KB61 †
- (65374) 2002 PP55 †
- (65389) 2002 RF12 †
- (65407) 2002 RP120
- (67368) 2000 LH33 †
- (69566) 1998 BX †
- (73418) 2002 LK36 †
- (73457) 2002 NZ43 †
- (73769) 1994 PN12 †
- (78133) 2002 NQ13 †
- (78470) 2002 RM45 †
- (78809) 2003 OR22 †
- (79724) 1998 SC125 †
- 84011 Jean-Claude †
- (87704) 2000 SG23 †
- (92326) 2000 GS53 †
- (95952) 2003 QP12 †
- (96177) 1984 BC †
- 99862 Kenlevin †